# Wilhelmsfeld
Wilhelmsfeld este o comună din landul Baden-Württemberg, Germania. Se află în Odenwald, la o altitudine de 386 m deasupra nivelului mării. Are o suprafață de 4,75 km². Populația este de 3.295 locuitori, determinată în 31 decembrie 2023, prin actualizare statistică[*].